# 티모시 그린의 이상한 삶
《티모시 그린의 이상한 삶》(영어: The Odd Life of Timothy Green)은 2012년 공개된 미국의 판타지 코미디 드라마 영화이다. 제니퍼 가너, 조엘 에저튼, 다이앤 위스트, CJ 애덤스, 로즈마리 드윗, 론 리빙스턴, 데이빗 모스와 커먼이 출연한다. 피터 헤지스가 감독, 각본, 월트 디즈니 픽처스 제작, 배급을 맡았다. 이 영화는 아멧 자파의 이야기를 기초로 하였으며, 한 불임 부부가 아이가 생기기를 간절히 소망하며 원하는 아이의 특징을 적은 메모지를 나무 상자에 넣어 정원에 묻고 난 얼마 후 놀랍게도 상자를 묻었던 땅에서 아이가 태어나면서 벌어지는 기상천외한 일들의 내용을 담고 있다. CJ 애덤스는 젊은 예술가상(영 아티스트 어워드)에서 장편 영화 최우수 연기상 - 10세 이하 젊은 남자주연부문을 수상하였고, 오데야 러쉬는 장편 영화 최우수 연기상 - 젊은 여자조연부문에 후보 지명되었다. 2012년 12월 4일, 블루레이와 DVD가 월트 디즈니 스튜디오스 홈 엔터테인먼트에서 발매되었다.

## 줄거리
이 영화는 신디(제니퍼 가너)와 짐 그린(조엘 에저턴)의 관점에서 진행되며, 그들이 입양 기관에 아이 입양을 설득하기 위해 티모시(CJ 애덤스)라는 소년과의 경험을 설명한다.
마을 박물관에서 일하는 신디와 마을의 유서 깊은 연필 공장에서 일하는 짐은 "세계의 연필 수도"라고 자칭하는 가상의 스탠리빌 마을에 살고 있다. 그린 부부는 의사로부터 아이를 가질 수 없다는 소식을 듣는다. 이 소식에 낙담한 짐은 신디를 설득하여 그들이 꿈꾸는 이상적인 아이를 상상하고 아이의 특징과 삶의 사건들을 메모지 조각에 적게 한다.
부부는 메모를 나무 상자에 넣고 뒷마당 정원에 묻는다. 그들의 집만 영향을 미치는 듯한 즉각적인 폭풍우가 지난 후, 10살 소년이 그린 부부를 부모라고 주장하며 그들의 집에 나타난다. 그들이 묻었던 상자가 원래 묻었던 곳의 큰 구멍 주변에서 산산조각 난 채 발견되고, 진흙투성이인 소년이 집 안에서 발견되자, 그들은 티모시라는 소년이 사실 그들의 아이가 될 모습에 대한 모든 소원의 결실임을 깨닫는다. 그린 부부는 또한 티모시가 놀라운 특징을 가지고 있다는 것을 발견한다. 그의 다리에는 잎사귀가 자라는데, 그는 긴 초록색 튜브 양말을 신어야만 그것을 가릴 수 있다.
다음 날 가족 피크닉에서 티모시는 가족 구성원들에게 소개된다. 신디의 허풍스러운 여동생 브렌다 베스트(로즈메리 디윗), 짐의 소원한 아버지 제임스 그린 시니어(데이비드 모스), 신디의 친고모 멜(로이스 스미스)과 친삼촌 밥(M. 에멧 월시)이다. 부모는 티모시를 친구이자 마을의 식물학자 레지(린마누엘 미란다)에게 데려가고, 거기서 그들은 티모시의 잎사귀를 제거할 수 없다는 것을 알게 된다.
티모시는 학교에 다니기 시작하고, 괴롭힘 사건 중에 만난 조니 제롬(오데야 러시)이라는 소녀를 만난다. 짐은 티모시를 데리고 괴롭히는 아이들에게 맞서게 하고, 티모시는 생일 풀 파티에 초대된다. 그곳에서 조니는 그의 양말을 벗기려 하고 티모시에게 머리를 차이지만, 나중에 그들은 친구가 된다. 한편, 스탠리빌에서 가장 큰 고용주인 마을의 연필 공장은 직원들을 해고하기 시작한다. 티모시는 신디와 짐에게 연필 생산 사업의 생존 가능성을 유지하기 위해 새로운 연필의 시제품을 디자인하도록 설득한다.
부모는 알지 못하지만, 티모시의 잎사귀 중 하나는 그가 원래 메모지에 적힌 특성 중 하나를 이행할 때마다 떨어진다. 티모시는 결국 신디와 짐에게 자신의 존재 기간이 짧으며 결국 사라질 것이라고 밝힌다. 또 다른 강렬한 폭풍우가 몰아치는 동안, 그는 그들의 집에서 사라지고 그들이 찾을 수 있는 것은 쌓여 있는 메모지 조각뿐이다.
그린 부부와 입양 상담원의 만남은 신디가 티모시가 떠나기 전에 남긴 편지를 제시하면서 마무리된다. 편지에서 그는 자신의 잎사귀들이 떨어질 때마다 무엇을 했는지 설명하며, 티모시가 삶에 영향을 미친 각 사람을 보여주는 몽타주 장면이 이어진다. 시간이 얼마나 흘렀는지 명확하지 않은 상태에서, 입양 상담원은 차를 타고 그린 부부의 집에 도착하고, 그린 부부의 딸이 될 어린 소녀 릴리가 함께 있다.

## 배역
- CJ 애덤스 : 티모시 그린 역[7]
- 제니퍼 가너 : 신디 그린 역
- 조엘 에저튼 : 제임스 그린 역(신디의 남편으로 연필공장 직원)
- 다이앤 위스트 : 크루드스텝 부인 역(신디가 일하는 회사 사장)
- 오데야 러쉬 : 조니 제롬 역
- 로즈마리 드윗 : 브렌다 베스트 역(신디의 여동생)
- 론 리빙스턴 : 프랭클린 크루드스텝 역(짐이 일하는 회사 사장)
- 데이빗 모스 : 제임스 "빅 짐" 그린 시니어 역
- 커먼 : 칼 코치 역
- 쇼레 아그다쉬루 : 이벳 오나트 역
- M. 에멧 월쉬 : 법 삼촌 역
- 로이스 스미스 : 멜 이모 역
- 린 마누엘 미란다 : 레지 역
- 제임스 레브혼 : 조셉 크루드스텝 역
- 마이클 아든 : 도그 워트 역
- 로다 그리피스 : 닥터 레슬리 헌트 역
- 데숀 잭슨-파나카 : 공장 노동자 역 (크레딧에 없음)